# Ягола, Василий Андреевич
Василий Андреевич Ягола (род. 11 июня 1929 года, село Веприк, теперь Бобровицкого района Черниговской области) — советский деятель, новатор производства в строительной отрасли, бригадир монтажников мостоотряда. Герой Социалистического Труда (1958). Член Ревизионной комиссии КПУ в 1960—1961 г.

## Биография
Родился в крестьянской семье.
С 1946 года начал работать рабочим монтажной бригады треста «Мостострой № 1» города Киева.
С июня 1952 г. — бригадир монтажников мостоотряда № 2 Киевского треста «Мостострой № 1» Главмостостроя Министерства транспортного строительства СССР.
Член КПСС с 1954 года.
Достиг значительных успехов в выполнении производственных планов, инициатор многих новых начинаний. В 1958 году получил звание ударника коммунистического труда, а в 1960 году его бригаде было присвоено звание коммунистической. Бригада Яголы одержала победу в соревновании строителей в честь 50-летия Октября.
Потом — на пенсии в городе Киеве.

## Награды
- Герой Социалистического Труда (9.08.1958)
- орден Ленина (9.08.1958)
- ордена
- медали